# دریاچه بایکال

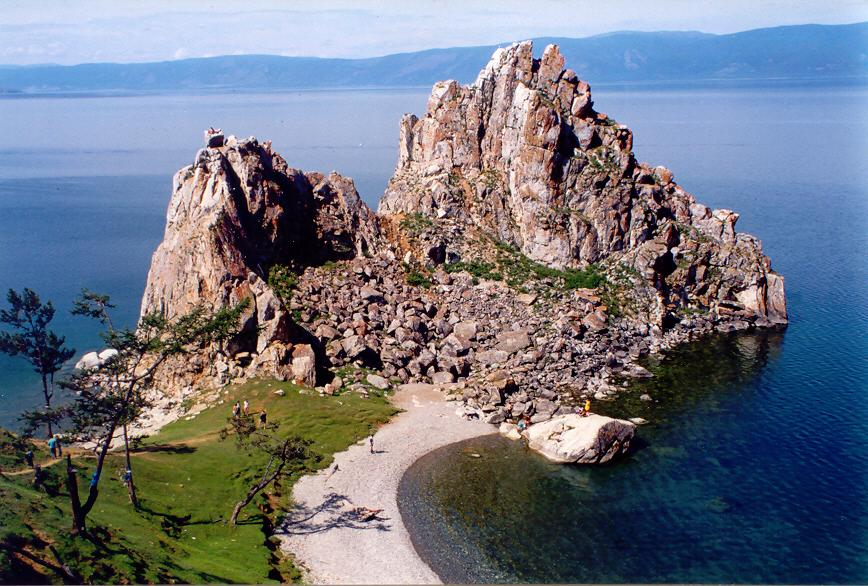
دریاچه بایکال.

دریاچه بایکال (به روسی: О́зеро Байка́л (اُزِرُ بایکال)) دریاچه‌ای است در جنوب سیبری در کشور روسیه، میان استان ایرکوتسک و جمهوری بوریاتیا. این دریاچه هفتمین دریاچه بزرگ جهان است و در فهرست میراث جهانی قرار دارد. دریاچه بایکال، حاصل فروافتادگی زمین است. دریاچه بایکال بزرگ‌ترین منبع آب شیرین جهان به‌شمار می‌آید. تقریباً ۲۰ درصد یعنی حدود یک پنجم تمام آب شیرین غیرمنجمد سطحی روی کره زمین در این دریاچه قرار دارد. این دریاچه ۳۱۵۰۰ کیلومتر مربع پهناوری دارد. همچنین این دریاچه با عمق ۱۷۴۱ متر عمیق‌ترین دریاچه جهان است. دریاچه بایکال همچنین دارای زلال‌ترین آب در میان دریاچه‌های جهان است.
بایکال با قدمت ۲۵ تا ۳۰ میلیون سال، قدیمی‌ترین دریاچه جهان نیز به‌شمار می‌آید. حجم آب شیرین دریاچه بایکال از مجموع آب‌های دریاچه‌های بزرگ در آمریکا نیز بیشتر است. قبایل بوریات در سمت شرقی دریاچه زندگی می‌کنند و به پرورش بز، شتر، و گاو و گوسفند اشتغال دارند. دمای محل زندگی آن‌ها بین منفی ۱۹ در زمستان تا ۱۴ درجه سانتی‌گراد در تابستان تغییر می‌کند.
در فصل زمستان ضخامت یخ‌های سطح دریاچه بایکال به حدود ۱٫۵ الی ۲ متر می‌رسد که این یخ‌های ضخیم می‌توانند وزنی معادل ۱۵ تن یا حتی بیشتر را تحمل کنند.

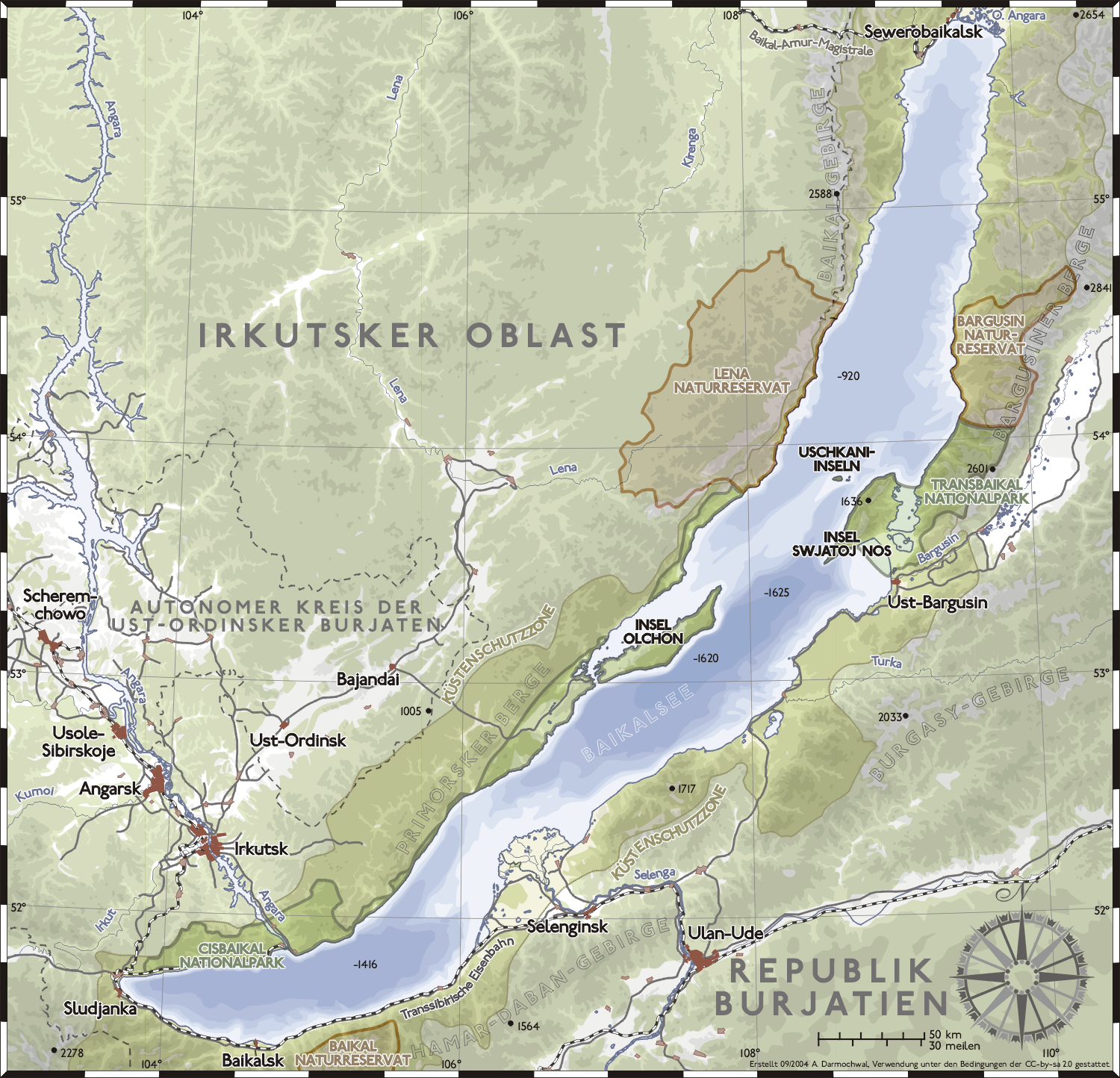
نقشه دریاچه بایکال
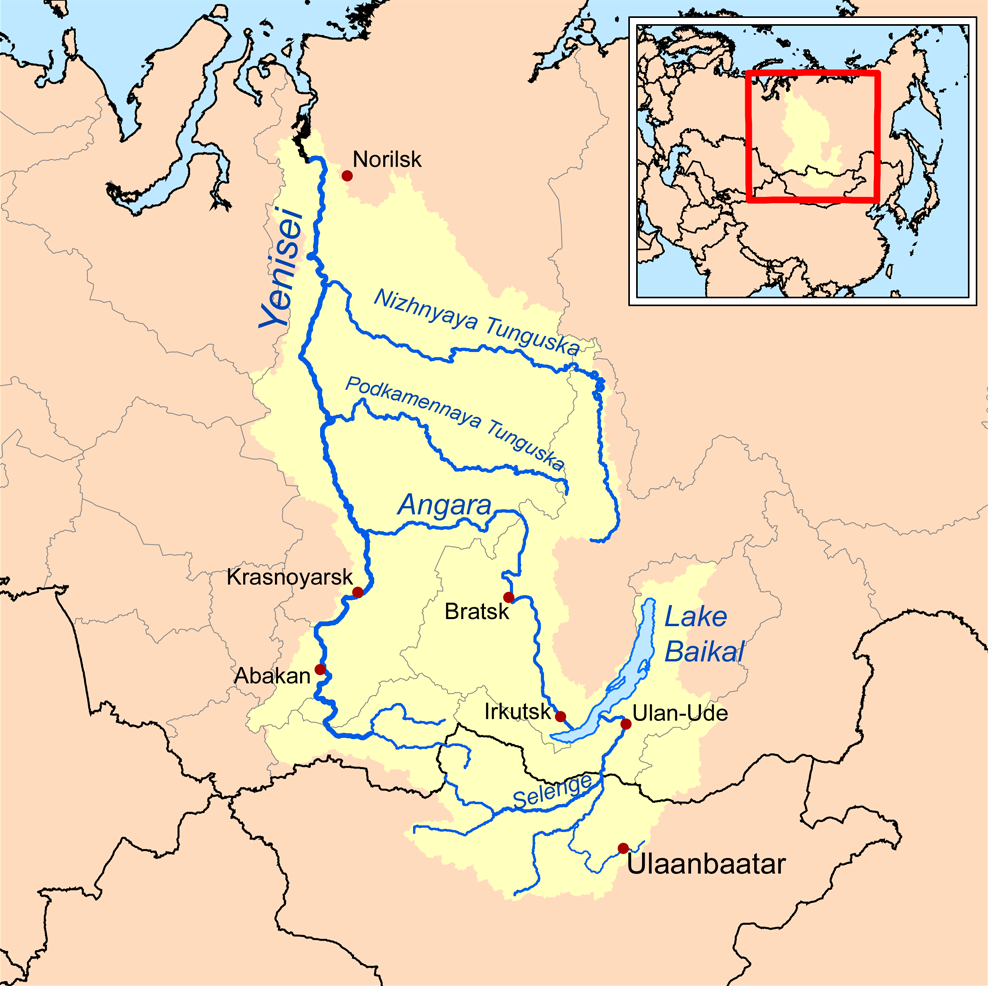
دریاچه بایکال در حوضه آبریز رود ینی‌سئی
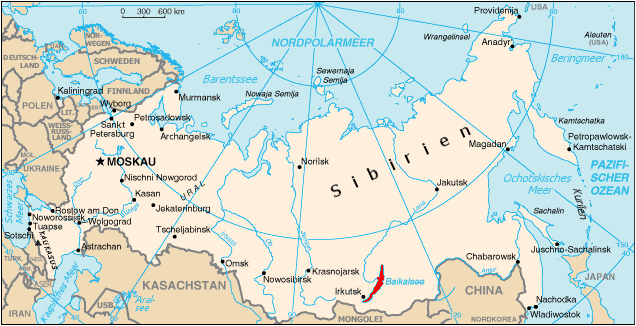
محل دریاچه بایکال (به رنگ سرخ) در نقشه روسیه
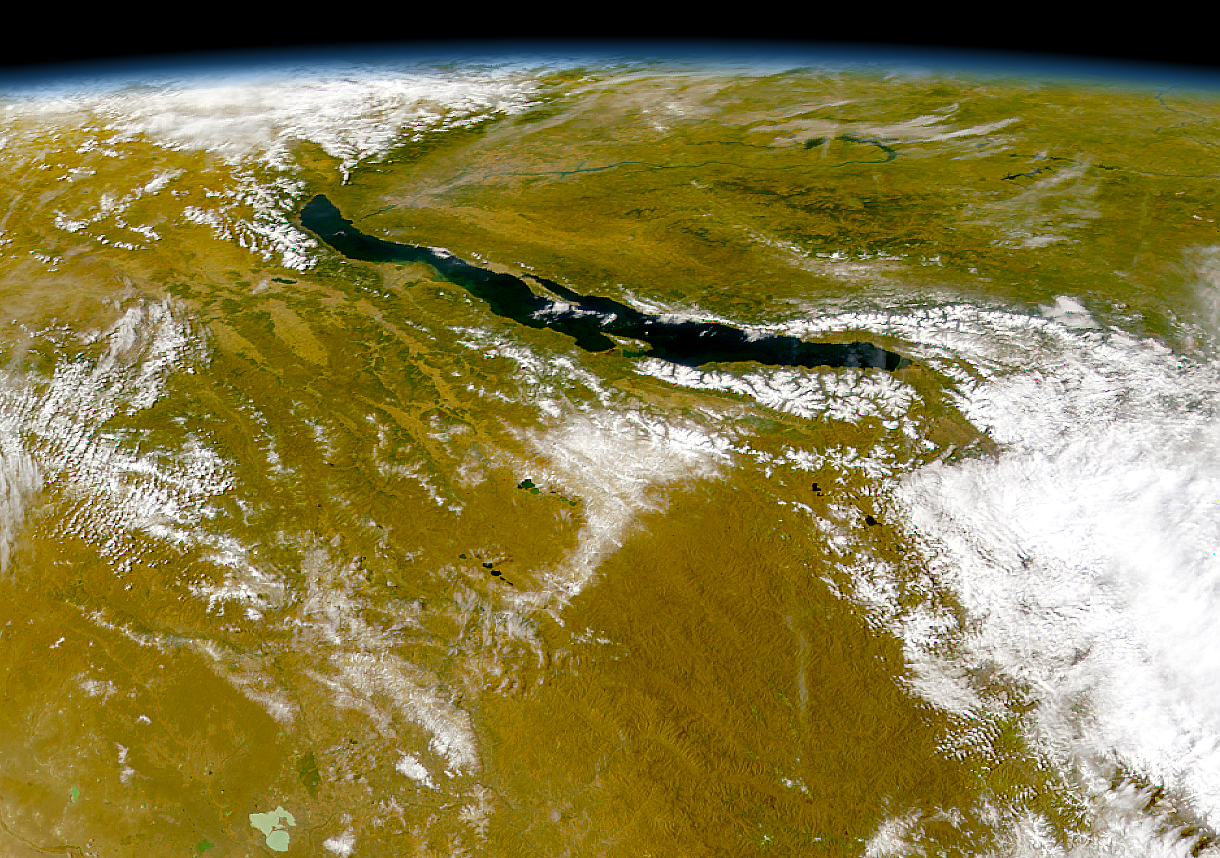
نمای دریاچه بایکال از فضا عکس گرفته شده توسط ماهواره OrbView-2.

## جانوران
دریاچه بایکال زیستگاه بیش از ۱۷۰۰ گونه گیاهی و جانوری است که دو سوم از آن‌ها در هیچ جای دیگر جهان یافت نمی‌شوند.
از آنجایی که این دریاچه خیلی قدیمی و دورافتاده است، دارای جانورانی است که فقط در این دریاچه یافت می‌شود. این جانوران شامل تعداد زیادی از بی‌مهرگان، چندین گونه از ماهی‌ها و فک آب شیرین دریاچه بایکال می‌باشند. فک بایکال تنها فک آب شیرین جهان است و دائماً در آب شیرین زندگی می‌کند دانشمندان بر این عقیده هستند که خوک‌های آبی این دریاچه در زمان‌های قدیم از اقیانوس شمالی (شمالگان) آمده و بعد از سفر به سمت بالای رودخانه، به این دریاچه رسیده‌اند.

## خوانش بیش‌تر
- Detlev Henschel, Kayak Adventure in Siberia: The first solo circumnavigation of Lake Baikal. Amazon شابک ‎۹۷۸−۳۷۳۷۵۶۱۰۲۰
- Colin Thubron (2000), In Siberia, شابک ‎۹۷۸−۰۰۶۰۹۵۳۷۳۷, Harper Perennial.
- Leonid Borodin (1988), Year of Miracle And Grief, Quartet Books شابک ‎۹۷۸−۰۷۰۴۳۰۰۸۶۶
- Martin Cruz Smith (2019), Siberian Dilemma, Simon & Schuster شابک ‎۹۷۸۱۴۳۹۱۴۰۲۵۳
- Baynes, T. S., ed. (1878). "Baikal" . Encyclopædia Britannica. Vol. III (9th ed.). New York: Charles Scribner's Sons. p. 241.
- Kropotkin, Peter Alexeivitch; Bealby, John Thomas (1911). "Baikal" . Encyclopædia Britannica (به انگلیسی). Vol. 3 (11th ed.). pp. 215–216.